# Ім'я (фільм, 2012)
«Ім'я» (фр. Le Prénom) — франко-бельгійська кінокомедія 2012 року режисерів Александром де Ла Пательєром та Матьє Делапортом за їх власною однойменною п'єсою. У Франції фільм зібрав 3 340 231 переглядів.

## Синопсис
Подружжя Венсан і Анна Ларше готується до народження первістка. З цієї нагоди сестра Венсана Елізібет з чоловіком П'єром організувала гостину, на яку були запрошені всі їхні родичі. Крім того, Елізабет запросила друга дитинства Венсана Клода, який є дуже чутливою натурою. П'єр, що також є другом Венсана і Клода — чудовий спортсмен, красень і дуже галантний чоловік, від якого всі у захваті. Він надзвичайно популярний у жінок, але лише одній дівчині вдалося завоювати його серце. І ось, коли усі, крім Анни, сиділи за столом й обговорювали батьківство Венсана, пролунало запитання про майбутнє ім'я дитини. Відповідь Венсана справляє величезне здивування у присутніх, адже майбутній батько вирішив дати дитині ім'я Адольф. Цей безневинний, з його точки зору, жарт, викликає ефект розірваної бомби, внаслідок чого кожен з учасників вечірки дізнається абсолютно несподівані факти про те, як їх сприймає оточення, і що найголовніше — близькі друзі.

## У ролях
| Патрік Брюель     | ···· | Венсан Ларше, ріелтор                                                         |
| Валері Бенґіґі    | ···· | Елізабет Ларше («Бабу»), сестра Венсана, учителька французької мови у коледжі |
| Шарль Берлінґ     | ···· | П'єр, чоловік Елізабет, професор Університету Сорбонна, друг Венсана          |
| Гійом де Тонкедек | ···· | Клод, тромбоніст в оркестрі радіо Франції, друг Венсана та П'єра              |
| Жудіт Ель-Зейн    | ···· | Анна, вагітна дружина Венсана                                                 |
| Франсуаза Фабіан  | ···· | Франсуаза, мати Венсана та Елізабет                                           |
| Яніс Леспер       | ···· | рознощик піци                                                                 |
| Алексіс Леприз    | ···· | Аполлен, син П'єра та Елізабет                                                |
| Жульєтт Леван     | ···· | Міртіль, донька П'єра та Елізабет                                             |

## Визнання
| Нагороди та номінації фільму «Ім'я» | Нагороди та номінації фільму «Ім'я» | Нагороди та номінації фільму «Ім'я» | Нагороди та номінації фільму «Ім'я»      | Нагороди та номінації фільму «Ім'я» | Нагороди та номінації фільму «Ім'я» |
| Рік                                 | Нагорода                            | Категорія                           | Номінант                                 | Результат                           |                                     |
| ----------------------------------- | ----------------------------------- | ----------------------------------- | ---------------------------------------- | ----------------------------------- | ----------------------------------- |
| 2013                                | Премія Сезар (38-ма церемонія)      | Найкращий фільм                     | Ім'я                                     | Номінація                           |                                     |
| 2013                                | Премія Сезар (38-ма церемонія)      | Найкращий актор                     | Патрік Брюель                            | Номінація                           |                                     |
| 2013                                | Премія Сезар (38-ма церемонія)      | Найкращий актор другого плану       | Ґійом де Тонкедек                        | Перемога                            |                                     |
| 2013                                | Премія Сезар (38-ма церемонія)      | Найкраща акторка другого плану      | Валері Бенґіґі                           | Перемога                            |                                     |
| 2013                                | Премія Сезар (38-ма церемонія)      | Найкращий адаптований сценарій      | Александр де Ла Пательєр, Матьє Делапорт | Номінація                           |                                     |